# Štiavnica (přítok Ipľu)
Štiavnica je řeka na jihu středního Slovenska, na území okresů Banská Štiavnica, Krupina a Levice. Je to pravostranný přítok Ipľa, do kterého ústí mezi obcemi Hrkovce a Vyškovce nad Ipľom. Délka toku je 54,6 km a plocha povodí 441 km². Je to vrchovinově-nížinný typ řeky s nízkými průtoky ((2,7 m³/s u Tupé). 
Pramení v Štiavnických vrchoch u Banské Štiavnice. Teče na jihovýchod, přibírá zprava Štefultovský potok, protéká obcí Svätý Anton a teče jižním směrem. Tady přibírá Studenský potok z levé strany a Ilijský potok z pravé strany. Vtéká do Prenčovskej kotliny, protéká obcí Prenčov, kde zprava přibírá Babí potok a opět se stáčí na kratším úseku na jihovýchod. U osady Tepličky přibírá zleva Lično a teče skalnatým údolím na jih. Vstupuje do Ipeľské pahorkatiny a začíná meandrovat. Protéká přes Hontianske Nemce a Domaníky, přibírá Suchý potok zprava a mění směr toku víc na jihozápad. Dolina řeky se výrazně rozšiřuje u osady Pirovské. Z pravé strany přibírá největší přítok Klastavský (Bačovský) potok (147,5 m n. m.) a zprava ještě i Slunovský potok a odděluje obce Hontianske Tesáre (na pravém břehu) a Dvorníky (na levém břehu). Dále teče přes Terany a Dudince, kde se výrazně stáčí k jihovýchodu a později k jihu, přibírá zprava Veperec u Hokovců a zleva Slatinský potok. Protéká okrajem obcí Horné Semerovce, Chorvatice a Tupá a ústí v meandru Ipľa.
Hlavním druhem ryb je pstruh obecný potoční a pstruh duhový, dalšími je jelec, hrouzek.